# Kamel Mouassa
Kamel Mouassa  né le 6 février 1950 à Guelma, Algérie est un entraîneur de football algérien.

## Biographie
Né en 1950 à Guelma, Kamel Mouassa joue durant les années 1970 au sein de l'équipe locale, l'Espérance sportive de Guelma.

### Carrière d'entraîneur
Après le service nationale, et sa formation de professeur d'EPS au CREPS d'Annaba, a commencé sa carrière en tant qu'entraîneur des catégories jeunes du 2e club de sa ville natale à savoir OMSG (OLYMPIQUE DE GUELMA), puis les juniors de l'ESG et après a pris les mains de l'équipe seniors de l'OMSG en 1979/1980 (division d'honneur)
En tant qu'entraîneur, il remporte la Coupe de la CAF 2001 avec la JS Kabylie. Il réalise également trois accessions, avec l'ES Guelma (1981-1982), l'ASM Oran (2013-2014) et l'USM Blida (2014-2015).
Il prend les rênes du MC Alger en novembre 2016 ; il remplace à ce poste Djamel Menad, démissionnaire.

## Statistiques détaillées
Mis à jour le 12/11/17.
| Saison                         | Club           | Championnat | Championnat | Championnat | Championnat | Championnat | Coupes nationales | Coupes nationales | Coupes nationales | Coupes nationales | Coupes continentales | Coupes continentales | Coupes continentales | Coupes continentales | Coupes continentales | Supercoupe | Supercoupe | Supercoupe | Supercoupe | Total  | Total | Total | Total |
| Saison                         | Club           | Division    | Matchs      | V           | N           | D           | Matchs            | V                 | N                 | D                 | Type                 | Matchs               | V                    | N                    | D                    | Matchs     | V          | N          | D          | Matchs | V     | N     | D     |
| ------------------------------ | -------------- | ----------- | ----------- | ----------- | ----------- | ----------- | ----------------- | ----------------- | ----------------- | ----------------- | -------------------- | -------------------- | -------------------- | -------------------- | -------------------- | ---------- | ---------- | ---------- | ---------- | ------ | ----- | ----- | ----- |
| 2013 - 2014                    | ASM Oran       | Ligue 2     | 30          | 13          | 13          | 4           | 1                 | 0                 | 1                 | 0                 | -                    | -                    | -                    | -                    | -                    | -          | -          | -          | -          | 31     | 13    | 14    | 4     |
| 16 juil. 2014 - 8 juin 2015    | USM Blida      | Ligue 2     | 30          | 14          | 11          | 5           | 3                 | 2                 | 0                 | 1                 | -                    | -                    | -                    | -                    | -                    | -          | -          | -          | -          | 33     | 16    | 11    | 6     |
| 1er juillet 2015 - 1 déc. 2015 | ASM Oran       | Ligue 1     | 12          | 3           | 1           | 8           | -                 | -                 | -                 | -                 | -                    | -                    | -                    | -                    | -                    | -          | -          | -          | -          | 12     | 3     | 1     | 8     |
| 9 déc. 2015 - 22 févr. 2016    | MC El Eulma    | Ligue 2     | 7           | 1           | 1           | 5           | 2                 | 1                 | 1                 | 0                 | -                    | -                    | -                    | -                    | -                    | -          | -          | -          | -          | 9      | 2     | 2     | 5     |
| 14 mars 2016 - 17 oct. 2016    | JS Kabylie     | Ligue 1     | 15          | 7           | 6           | 2           | -                 | -                 | -                 | -                 | -                    | -                    | -                    | -                    | -                    | -          | -          | -          | -          | 15     | 7     | 6     | 2     |
| 2 nov. 2016 - 25 juil. 2017    | MC Alger       | Ligue 1     | 22          | 10          | 6           | 6           | 5                 | 3                 | 1                 | 1                 | C2                   | 12                   | 6                    | 2                    | 4                    | -          | -          | -          | -          | 36     | 19    | 8     | 9     |
| 4 sept. 2017 - 26 oct. 2017    | DRB Tadjenanet | Ligue 1     | 7           | 2           | 2           | 3           | -                 | -                 | -                 | -                 | -                    | -                    | -                    | -                    | -                    | -          | -          | -          | -          | 7      | 2     | 2     | 3     |
| 12 nov. 2017 -                 | USM Annaba     | Division 3  |             |             |             |             |                   |                   |                   |                   | -                    | -                    | -                    | -                    | -                    | -          | -          | -          | -          |        |       |       |       |

## Palmarès d'entraîneur
- Vainqueur de la Coupe de la CAF en 2002 avec JS Kabylie
- Finaliste de la Coupe d'Algérie en 1999 avec JS Kabylie
- Vice-champion d'Algérie en 1999 avec JS Kabylie